# Friedrich Althoff
Pour les articles homonymes, voir Althoff.
Friedrich Theodor Althoff, né le 19 février 1839 à Dinslaken en Rhénanie prussienne, mort le 20 octobre 1908 à Berlin-Steglitz, est un homme politique prussien. Il réforme et unifie le système universitaire de l'Empire allemand. Sa politique active de recrutement fait de l'université allemande l'une des plus dynamiques du début du XXe siècle.

## La période strasbourgeoise
La mère d'Althoff, Julie von Buggenhagen (de) (née en 1802), fille de Julius Ernst von Buggenhagen (de), appartient à la vieille noblesse poméranienne (le réformateur Johannes Bugenhagen compte au nombre de ses aïeux) ; son père, le conseiller Friedrich Theodor Althoff (né en 1785) appartient à une famille de fonctionnaires et de pasteurs westphaliens d'origine paysanne. Après avoir passé son baccalauréat à Wesel, Althoff étudie le droit de 1856 à 1861 à Berlin et à Bonn. À Bonn, il s'affilie en 1856 à une confrérie étudiante, le Corps Saxonia Bonn, qui en fait par la suite l'un de ses membres d'honneur. En 1867, il est reçu avec la mention très bien à l'examen d'entrée au Barreau.
En 1864, il épouse Marie Ingenohl (1843-1925). Leur union reste sans descendance.

### Conseiller à la germanisation
Comme au terme de la Guerre de 1870, l'Alsace-Lorraine se trouve annexée à l'Empire allemand, il est nommé conciliateur et juge-référent pour les affaires scolaires et religieuses à Strasbourg. Il s'assure bientôt la confiance de ses deux plus proches collègues, le président libéral Eduard von Moeller et le baron badois Franz von Roggenbach, chargé de l'institution d'une université allemande à Strasbourg. Ce dernier, dont les qualités d'administrateur sont largement reconnues, lui apprend d'ailleurs énormément : à partir de 1872, Althoff est largement associé à la création de la Reichs-Universität Straßburg (qui devient en 1877 l'université Kaiser-Wilhelm) : on lui propose même une chaire de professeur titulaire, bien qu'il ne soit ni docteur, ni même professeur habilité, qu'il refuse. Du reste, la seule publication académique d'Althoff est une analyse comparée, commentée et détaillée des lois françaises, qui prévalent en Alsace-Lorraine jusqu'à l'entrée en vigueur du code civil allemand. Il s'appuie d'ailleurs pour cela sur l'autorité de plusieurs juristes.

### Les débuts duSystème Althoff
Déjà à Strasbourg, certains traits du futur système Althoff commencent à se dessiner, comme le caractère informel, antibureaucratique de l'action du ministre, ou le mépris des prérogatives administratives. Althoff se constitue un réseau de personnes de confiance qu'il place à différents postes. Il s'appuie sur eux pour forcer les décisions par une forme de pouvoir de convaincre. Il s'efforce de faire paraître dans la presse influente des articles écrits sous un pseudonyme, soit par lui-même, soit par d'autres, pour influer sur l'opinion publique. Des années après son affectation à Berlin, sa politique active de recrutement de professeurs pour l'université de Strasbourg continue de faire école, bien qu'il n'ait alors plus aucune autorité en Alsace-Lorraine ; en témoigne le fait qu'encore en 1887, le prince von Hohenlohe, gouverneur impérial d'Alsace-Lorraine, écrit irrité au conseiller Friedrich von Holstein :
« Dieser Althoff, der sich in alles mischt, was ihn nichts angeht, dieser Intrigant unter der Maske eines biederen westfälischen Bauern, der feine Fäden zu ziehen weiß, und der die ganze hohe und höchste Beamtenwelt in Berlin in die Tasche steckt, dieser Mensch will natürlich auch hier regieren… »
« Cet Althoff qui se mêle de tout et même de ce qui ne le regarde pas, cet intrigant aux airs de maquignon westphalien qui sait si bien tisser sa toile et qui a dans sa poche toute la haute administration de Berlin entend encore naturellement tout régler ici… »

## Directeur de cabinet et ministre des cultes en Prusse
En 1882, Althoff est appelé au ministère prussien des Affaires Religieuses, de l'Éducation et de la Santé en tant que conseiller universitaire. Ce rappel en Prusse intervient à la demande du gouverneur d'Alsace-Lorraine, qui trouve que le conseiller devient trop influent dans la région ; mais Althoff devient ainsi un des plus hauts fonctionnaires du Ministère des Cultes. Il consacre dans un premier temps toute son énergie à la réforme et à l'unification du système universitaire de Prusse. En 1891, il est nommé professeur associé à Bonn, puis en 1896 professeur honoraire de l'université de Berlin. En 1897, il est promu directeur du Département de l'Éducation, ce qui dans les faits le met à la tête de tout le système éducatif du royaume de Prusse. L'académie des sciences de Göttingen en fait l'un de ses membres d'honneur en 1901. Simultanément, il se voit octroyer plusieurs titres de docteur honoris causa, entre autres en 1906 par l'université Harvard. Bien qu'en principe il soit subordonné au Ministre des Cultes, et qu'il n'ait jamais été lui-même ministre en titre, il est le véritable patron des universités. Et comme la Prusse est l’État dominant de l'Empire allemand, sa politique universitaire s'impose en réalité à tous les autres états allemands et même à l'Autriche. Les contemporains reconnaissent déjà les effets favorables de l'administration Althoff : sa conduite énergique et sa politique autoritaire de renouvellement des postes lui valent le sobriquet de Bismarck des universités.
Il exerce aussi une grande influence sur l'édition scolaire : il lance la rédaction d'une encyclopédie universelle, Die Kultur der Gegenwart, qui devait être une encyclopédie pour l'Empire allemand.

### Politique de recrutement universitaire et réforme de la recherche
Althoff poursuit sa politique de recrutement dirigiste, appelant aux chaires des universités de Prusse les chercheurs et érudits les plus éminents à ses yeux. Pour l'octroi des chaires nouvellement créées, la Faculté exerce un droit de prérogative ; seulement dans la mesure où un professeur devient fonctionnaire prussien, l'approbation du ministère est indispensable avant que l'investiture puisse être prononcée : aussi Althoff n'hésite-t-il pas à passer outre aux avis de la Faculté pour placer ses propres candidats. Il tente de se forger par lui-même une idée des candidats en voyageant incognito dans les lycées, pour écouter lui-même les cours et conférences des impétrants. À l'occasion de conversations, il tâche aussi d'apprécier leur personnalité. Pour lui, les critères déterminants sont la valeur scientifique et l'originalité de la pensée. Il se méfie énormément des coteries, des jalousies et des rivalités entre collèges universitaires, du népotisme ainsi que de l'avidité et de l'aveuglement des autorités installées ; par sa politique de positionnement des hommes, il cherche à s'en défaire. Il est inévitablement en contact avec un réseau de savants, de personnalités politiques, d'essayistes et d'industriels qui le conseillent à l'occasion dans le choix des hommes. En matière de financement pour les institutions scientifiques en pleine expansion, tous les moyens lui paraissent bons et il laisse souvent traiter directement les investisseurs et les industriels subventionnant les institutions.

### Réorganisation de l'Université allemande
Il faut aussi mettre à son compte la création (qui n'aboutit cependant que sous la direction de son successeur, Friedrich Schmidt-Ott) de l'Institut de recherche Kaiser-Wilhelm (aujourd'hui Max-Planck-Gesellschaft). Althoff s'implique personnellement dans la création de plusieurs établissements modernes, comme l'université de Münster (1902 ; c'est jusque-là un institut catholique), l'Académie royale de Posen (de) (1903), l'université technique de Dantzig (1904) et l'Institut technique de Breslau (fondé en 1910).
L'hôpital berlinois de La Charité est redevable à Althoff de la prise en charge par le royaume des frais d'agrandissement de ses locaux au tournant du XXe siècle. Cette opération lui permet par la même occasion d'étendre le périmètre de la Faculté de Médecine de Berlin.
En 1902, il préside à la fondation de l'Union Internationale contre la Tuberculose. Pour permettre à de grands professeurs en médecine de poursuivre leur travail scientifique, il lève des fonds considérables afin de créer de nouveaux centres de recherche : par exemple l'Institut des maladies infectieuses de Robert Koch, l'Institut de recherche sur le sérum et la sérothérapie et l'institut de recherche Georg Speyer (de) de Francfort-sur-le-Main dirigé par Paul Ehrlich, l'Institut d'Hygiène et de Thérapie expérimentale de Marbourg dirigé par Emil von Behring.
Sous sa seule administration, l'université de Berlin voit le nombre de ses centres de recherche passer de 38 à 81. Il recrute à l'université nombre de futurs grands savants, parmi lesquels Adolf von Harnack, Emil von Behring, Hermann Gunkel, Max Planck, Walther Nernst, Paul Ehrlich, Ulrich von Wilamowitz-Moellendorff, Ferdinand von Richthofen et Robert Koch. On peut ainsi dire que la prospérité et la réputation mondiale en sciences de l'Université allemande de 1890 à la fin des années 1920 est pour une large part due à l'action favorable d'Althoff. L'université de Göttingen, en particulier, s'impose comme l'un des principaux foyers de la recherche mathématique et physique.
Le futur prix Nobel Paul Ehrlich écrit plein de reconnaissance en 1907 à Althoff :
« Ich persönlich danke Ihnen meine ganze Karriere und die Möglichkeit, meine Ideen nutzbringend auszugestalten. Als Assistent herumgeschubst, in die engsten Verhältnisse eingezwängt – von der Universität gänzlich ignoriert - kam ich mir ziemlich unnütz vor. Ich habe nie einen Ruf an die kleinste Stelle erhalten und galt als Mensch ohne Fach, d. h. vollkommen unverwertbar. Wenn Sie da nicht mit starker Hand und genialer Initiative für mich eingetreten wären, wenn Sie mir nicht mit rastlosem Eifer und gütiger Freundschaft die Arbeitsmöglichkeiten zurechtgemacht hätten, unter denen ich mich entwickeln konnte, wäre ich vollkommen brachgelegt gewesen. »
— Paul Ehrlich.
        
« Je vous dois personnellement ma carrière et d'être parvenu à mettre mes idées au service de tous. Confiné au rôle de simple assistant, limité aux relations les plus ordinaires, complètement ignoré de l'université, je me sentais plutôt inutile. Je n'ai jamais pu me distinguer dans le moindre poste, et je passais pour un homme sans spécialité - autant dire sans avenir. Si vous n'étiez pas intervenu en ma faveur avec poigne et autorité, si vous n'étiez pas intervenu pour me faire attribuer, par votre bienveillance et votre application sans faille, le poste qui m'a permis de m'épanouir, ma vie aurait été entièrement stérile. »

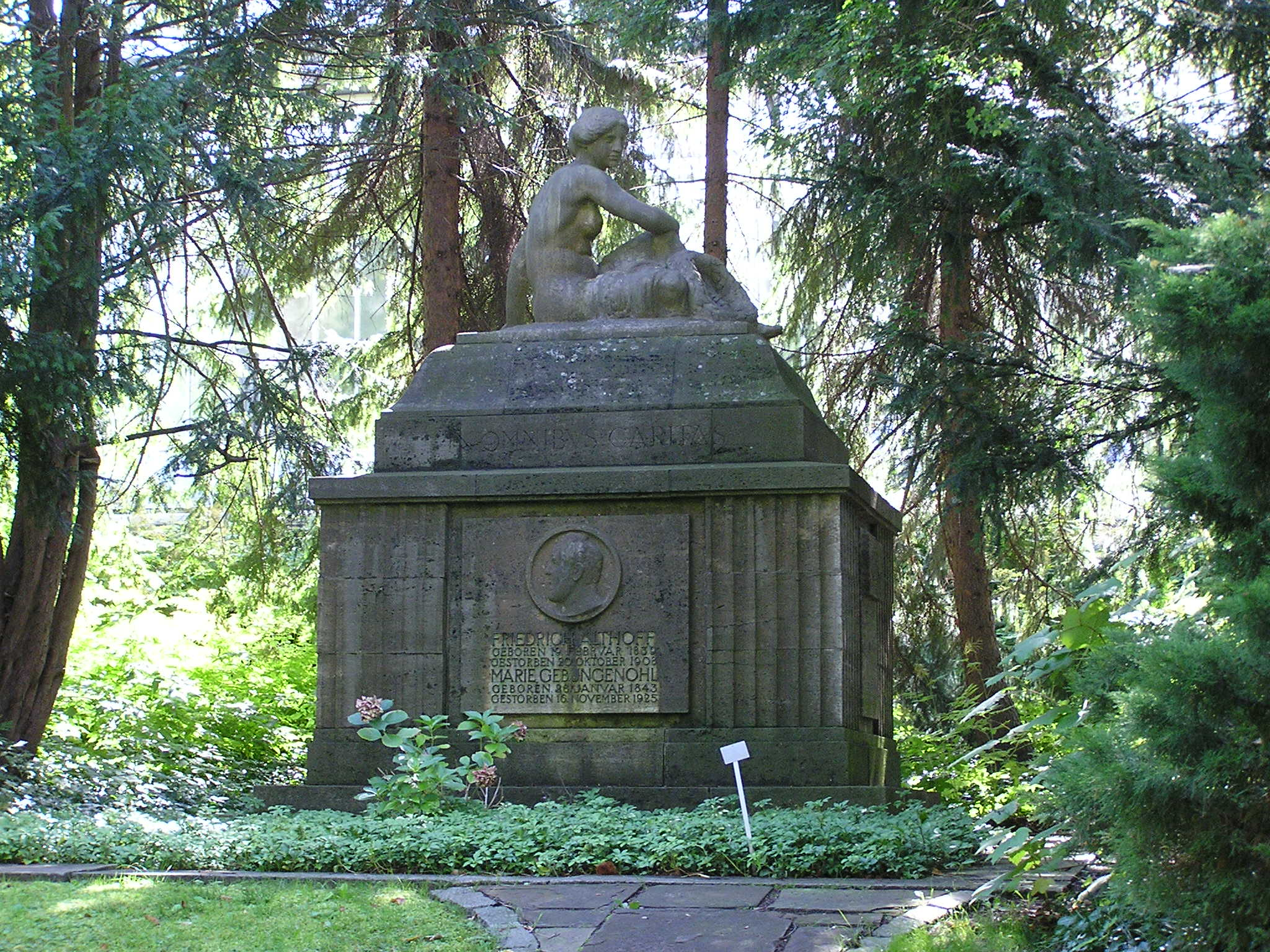
Sépulture de Friedrich Althoff dans le Jardin botanique de Berlin.

Comme Althoff est également à l'origine de la réorganisation des bibliothèques universitaires, l'association des bibliothèques scientifiques des Länder de Berlin et du Brandebourg prend le nom de Friedrich-Althoff-Konsortium. D'abord instituée pour formaliser l'adoption du prêt inter-bibliothèques, cette association joue un rôle pionnier dans la numérisation du catalogue des ressources documentaires des différents établissements du pays.
Althoff meurt en début de soirée le 20 octobre 1908 à son domicile de Steglitz, sans doute des suites des troubles cardio-vasculaires qui l'accablaient depuis des années. Son tombeau se trouve dans le Jardin botanique de Berlin-Dahlem.

### Hommages posthumes
À Babelsberg (qui s'appelait encore à l'époque Nowawes), un lycée, l'Althoffschule (aujourd'hui Lycée général Goethe) ainsi qu'une rue ont porté son nom. Une statue à l'Hôpital universitaire de la Charité de Berlin commémore depuis 1903 la politique scientifique d'Althoff. Ce buste couronnant un imposant socle a été décapé en 2001. Celui-ci a été financé par des dons tout comme l'original. À l'entrée du quartier de La Charité, à Berlin centre, on peut encore voir la maison de Friedrich-Althoff avec une « salle Althoff ». Une autre statue domine l'Althoffplatz à Berlin-Steglitz : le socle de calcaire coquillier supporte un buste en bronze dessiné par Fritz Schaper (1841–1919) coulé par les fonderies H. Noack en 1908.

## Sa personnalité
Sur le plan politique, Althoff est un libéral et penche, comme le chancelier Bethmann Hollweg pour une politique de réconciliation envers les Alsaciens et les Lorrains qui se montrent majoritairement rebelles à la création du Reichsland d'Alsace-Lorraine. De même, il désapprouve sèchement toute forme d'antisémitisme ou d'anti-catholicisme, déclarant notamment : « Ich habe in meinem Leben keine Hetze mitgemacht, keine Juden- und keine Katholikenhetze » (« Je n'ai jamais, de toute ma vie, pris part aux mouvements de foule, pas davantage aux pogroms qu'aux lynchages de curés »). Friedrich Althoff est entièrement dévoué à la monarchie et désapprouve l'implication des universitaires dans la dissidence politique : ainsi il accueille favorablement la loi Arons (1900), qui retire au privat-docent de sciences physiques Leo Arons le privilège de donner des conférences à l'université (venia legendi) pour s'être inscrit au PSD et avoir, par là, renoncé à l'impartialité requise d'un professeur de l'université de Prusse.
Il citait volontiers comme des leitmotivs les dictons suivants :
- « In necessariis unitas, in dubiis libertas, in omnibus caritas » (« dans la contrainte l'unité, dans le doute la liberté, quoi qu'il advienne la charité ») ; mot de l'archevêque de Split, Marc-Antonio de Dominis (1560-1624), dans De republica ecclesiastica, chap. 8 livre IV.).
- « Parcere subjectis et debellare superbos » (« Épargner les humbles, abattre les orgueilleux »).

Sur le plan personnel, Althoff, s'il est réputé pour son désintéressement, sa solidité de jugement, son habileté politique et son dévouement sans borne à sa mission, est en revanche étranger à toute notion de ponctualité. Il n'était pas rare que les personnes à qui il a donné un rendez-vous fassent antichambre des heures durant, jusqu'à ce qu'enfin « Herr Ministerialdirektor » veuille bien les recevoir. Les universitaires se voient ainsi rabaissés au rang de solliciteurs et le vivent fort mal. Lorsqu'il est question de modifier ses projets, Althoff peut se montrer intraitable ; d'un autre côté, il apprécie et accueille avec bienveillance les démarches personnelles et se défie énormément de l'esprit hiérarchique profondément ancré dans l'Université prussienne. Son rire franc et son courage personnel lui gagnent la faveur de l'empereur Guillaume II, et ainsi lui permettent d'agir en dernier ressort, prérogative extraordinaire pour un fonctionnaire, mais caractéristique du gouvernement absolutiste du Kaiser.

## Bilan du système d’Althoff
L'action d'Althoff est critiquée dès son vivant, et plus encore après sa mort. On trouve surtout à redire au dirigisme par lequel il met en cause l'autonomie, jusque-là très large, des universités allemandes. C'est notamment l'immixtion de l'appareil d'État dans l'orientation scientifique des universités qui suscite le scepticisme ; pourtant, même ceux qui l'ont critiqué ont apprécié son désintéressement et la politique de recherche scientifique prusso-germanique. Sous l'administration d'Althoff, le nombre d'étudiants a doublé, les effectifs du corps enseignant ont crû de 50 %, le budget de fonctionnement des universités a doublé, celui de la recherche a été multiplié par 3,5 et celui des aumôneries, multiplié par quatre.